# Mount Sletten
Mount Sletten är ett berg i Antarktis. Det ligger i Västantarktis. Nya Zeeland gör anspråk på området. Toppen på Mount Sletten är 1 223 meter över havet.
Terrängen runt Mount Sletten är varierad. Trakten är obefolkad. Det finns inga samhällen i närheten.